# スリナム国軍
スリナム国軍（スリナムこくぐん）は、スリナムの軍事組織である。
2024年時点で総員1,840人。

## 歴史
オランダの領有後、スリナムの防衛はオランダ陸軍が担うこととなる。オランダ領アンティルの防衛はオランダ海軍が担当した。このため、スリナムには別個に「Troepenmacht in Suriname」（スリナム部隊）が組織された。1975年の独立とともにこの部隊は「Surinaamse Krijgsmacht（SKM）」（スリナム国防軍）に改編された。1980年2月25日、16人の下級将校・下士官団がクーデターを起こし政府を転覆させた。その後、国防軍は「Nationaal Leger（NL）」（国軍）に改編される。
1991年の民政移管の後にオランダは軍事援助を再開した。近年、アメリカ合衆国は文民政権の下での軍の役割を、より良く理解促進させるため将校と政策担当者に対する教育を提供している。そのほか、1990年代半ばから中華人民共和国が軍備と兵站資材の提供を行っている。

## 組織
スリナム国軍は、国防大臣の管轄の下、軍隊と小規模な文民警察から成る。人員は1,400人で、部隊は1個騎兵中隊、1個歩兵大隊（4個中隊制）、1個憲兵中隊から成る。このほかに、200人から成る小規模な空軍、240人から成る海軍が存在する。

## 装備

### 小火器
- ベレッタ 92
- IMI UZI
- FN FAL
- FN F2000
- セトメ モデルL
- AKM
- FN MAG

### 火砲
- ZPU-1
- 81mm迫撃砲×6[1]
- M40 106mm無反動砲[1]

### 車両
- EE-9 カスカベル装輪装甲車×6[1]
- EE-11 ウルツ装輪装甲車×15[1]
- DAF YP-408装輪装甲車（退役）[1][2]

### 航空機
- HAL チャタク×3[1]
- BN-2 ディフェンダー（退役）[1][2]
- CASA C-212-400 アヴィオカー（退役）[1][3]
- ピラタス PC-7（退役）[1][2]
- セスナ U206（退役）[1][2]
- SA 316 アルエットIII（退役）[1][2]
- AB205 ヒューイ（退役）[1][2]

### 艦艇
「スリナム海軍艦艇一覧」も参照。
スリナム海軍は、パラマリボに基地を有する。
- FPB 72 Mk.II型哨戒艇×2[1]
- FPB 98 Mk.I型哨戒艇×1[1]
- Project 414型河川哨戒艇×1[1]

## 歴代総司令官
- イングー・エルスターク（Yngwe Elstak）1975年11月25日 - 1980年2月25日
- デシ・ボーターセ（Desi Bouterse）1980年2月25日 - 1992年12月3日
- イワン・グラノースト（英語版）（Iwan Graanoogst）1992年12月3日 - 1993年5月15日、暫定
- アールティ・ゴレー（Arthy Gorré）1993年5月15日 - 1995年6月30日
- グレン・セドニー（Glenn Sedney）1995年6月30日 - 2001年7月1日
- エルンスト・メルクリール（Ernst Mercuur）2001年7月1日 -